# Liège Katedral
Liège Katedral, egentlig St. Paul-katedralen, er bispesædet for Liège i Belgien.

## Historie
Katedralen stammer fra det 10. århundrede, blev rekonstrueret mellem det 13. og det 15. århundrede og restaureret i midten af det 19. århundrede. Den var ikke oprindeligt byens vigtigste katedral; det var St. Lambert-katedralen, der imidlertid systematisk blev ødelagt under den franske revolution fra 1794 og årene derefter. Da optøjerne døde hen, havde man brug for en erstatning for St. Lambert-katedralen, og valget faldt på St. Pauls, og den blev derpå ophøjet til byens katedral på et tidspunkt senest 1812. Dette år hævede man også tårnet med en etage samt byggede klokketårnet; dette skete på forlangende af Napoleon Bonaparte.

## Arkitektur
Katedralens apsis, der er skabt i fransk gotisk stil, er pentagonal. Koret, transeptet, hovedskibet og sideskibene stammer fra det 13. århundrede og har alle karakteristiske træk for bygninger for den gotiske arkitektur fra den periode. Man finder træk fra senere gotisk arkitektur i vinduerne i transeptet og skibet, i sidekapellet og tårnet. Det øvre galleri er moderne i lighed med etagen med de spidsbuede vinduer og spiret i klokketårnet. Portalens spær bærer inskriptionen, der tidligere fandtes i byens segl: "Sancta Legia Ecclesiae Romanae Filia" ("Hellige Liège, datter af den romerske kirke").